# Гречный, Яков Вениаминович
Я́ков Вениами́нович Гре́чный (7 [20] сентября 1910, Новгород или Москва — 20 мая 1981, Днепропетровск) — советский металловед и металлофизик, доктор технических наук, профессор. Участник Великой Отечественной войны.

## Биография
Родился 7 (20) сентября 1910 года в Новгороде (по другим данным — в Москве). Караим. Отец вёл табачную торговлю в Новгороде.
В 1932 году окончил Днепропетровский физико-химико-математический институт. Один из первых аспирантов профессора К. П. Бунина. C 1933 года работал в Днепропетровском металлургическом институте на кафедре металловедения. В годы Великой Отечественной войны — старший лейтенант, командир батареи 36-го отдельного зенитно-артиллерийского дивизиона ПВО. Дослужился до звания капитана. После победы вернулся в институт. Читал курсы по металлографии и физике металлов.
В 1961 году защитил диссертацию на тему «Кристаллизация двойных сплавов» и получил степень доктора технических наук. Звание профессора присвоено в 1962 году. Входил в состав учёного совета Института чёрной металлургии Государственного комитета Совета министров СССР по чёрной и цветной металлургии.
Область научных интересов — кристаллизация сплавов. Внёс большой вклад в учение об эвтектической кристаллизации. Отстаивал представления об эвтектике как механической смене фаз. Опубликовал свыше 70 печатных работ. Подготовил семь кандидатов технических наук. Вёл научную переписку с академиком В. И. Вернадским.
Умер 20 мая 1981 года в Днепропетровске.

### Семья
Дети:
- Алла Яковлевна Андреева (Гречная; род. 1938) — инженер-термист, кандидат технических наук, доцент Днепропетровского государственного университета;
- Ирина Яковлевна Гречная (род. 1946) — инженер-металлург, кандидат технических наук[9].

## Награды
- Медаль «За победу над Германией в Великой Отечественной войне 1941—1945 гг.»
- Медаль «За оборону Кавказа»
- Орден «Знак Почёта»[6]